# Kelardascht
Kelardascht (auch Kelārdascht oder Kalardascht bzw. Kalar Dascht; persisch کلاردشت Kalārdascht, DMG Kelardasht, auch Kalar Dasht) ist ein Tal im Elburs-Gebirge in der Provinz Masandaran im Norden des Iran. Es liegt im Bezirk Kelardascht, 30 km südlich von Abbas-Abad und westlich von Marzan-Abad. In dem Tal befinden sich 30 Dörfer.
Im Zentrum des Kelardascht-Tals liegt die gleichnamige Stadt mit einer Einwohnerzahl von 5131 im Jahr 1996. Die Stadt besteht aus fünf Bezirken, wobei Hasan-Kīf das Einkaufs- und Verwaltungszentrum bildet.
Das ursprüngliche Agrarland wurde in den letzten Jahren als Bauland an Städter vor allem aus Teheran aber auch aus anderen Teilen des Landes verkauft und Villen darauf errichtet. Die jährlich erscheinenden Sommergäste versuchen hier der Hitze zu entfliehen. Auch Besucher aus den angrenzenden arabischen Ländern am Persischen Golf halten sich während des Sommers im Tal auf. Es sind vor allem die Schönheit der Natur und das kühle Klima, die sie hierher zieht. Das Gebiet um Rūdbarak eignet sich  ferner zum Klettern und ist ein beliebtes Ziel für den Ökotourismus.
Im Kelardascht-Gebiet findet man Enklaven von Kurmandschi-sprechenden Kurden, häufig Derwische – ebenso Enklaven von Gilakern. Ein bekanntes Produkt aus dieser Gegend ist der Kelardascht-Teppich.
Im archäologischen Fundort Kelar-Tappeh („Kelār-Hügel“) wurden Artefakte aus dem Neolithikum sichergestellt. Achämenidische und sasanidische Gold- und Silberfunde aus Kelārdascht sind im Iranischen Nationalmuseum in Teheran ausgestellt.

## Galerie

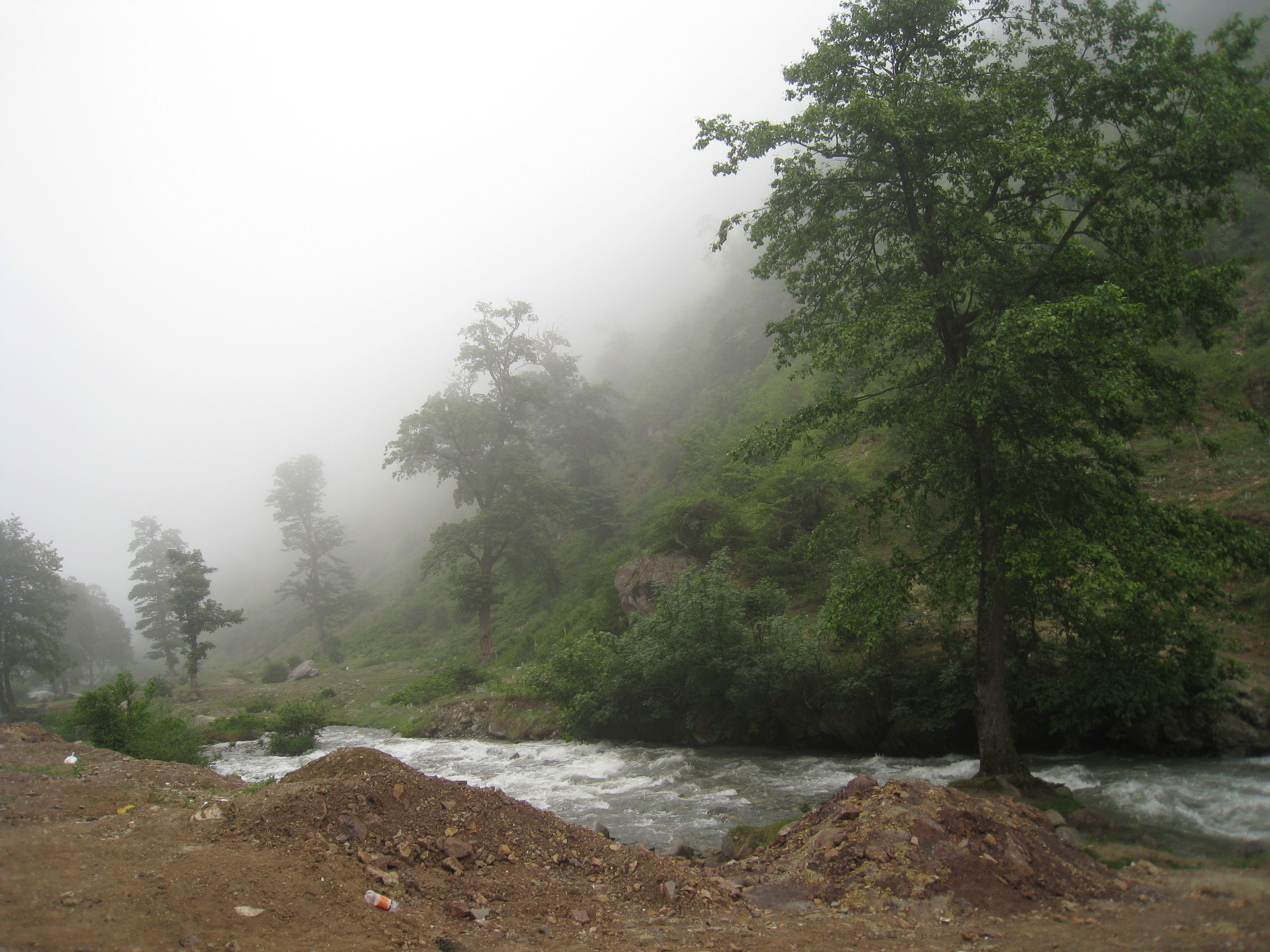
Rūdbarak im Kelardascht-Tal
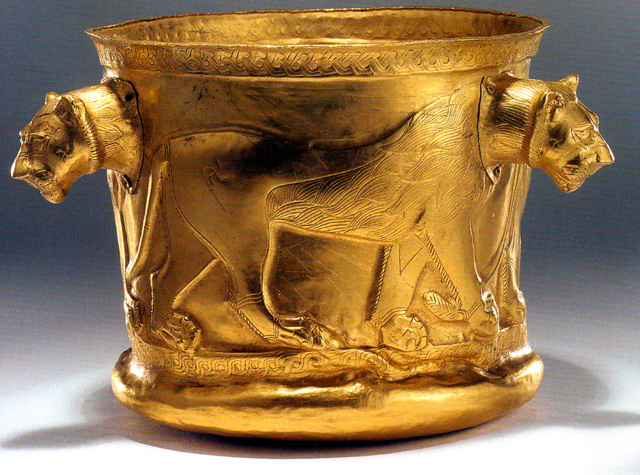
Achämenidischer Goldbecher aus Kelardascht